# 駐台北韓國代表部
駐台北大韓民國代表部（韩语：／，英語：Korean Mission in Taipei），簡稱驻台北韩国代表部，是大韓民國設立於台灣的官方外交代表機構，具有實質大使館的功能，處理兩國間的雙邊交流關係。代表部位於台北市信義區的台北世界貿易中心國際貿易大樓內（基隆路一段333號1506室）。依據韓國外交部及其所屬機關編制，驻台北韩国代表部雖非正式使館，但慣例上仍認定為外館機構:p23。台方對應機構為派在首爾的駐韓國台北代表部。

## 歷史
1992年8月以前，中華民國政府與大韓民國政府有正式的外交關係。韓方於1970年代相中國立國父紀念館對面的臺灣省菸酒公賣局土地，於是向公賣局租地興建「韓國駐中華民國大使館」館舍（地址為台北市信義區忠孝東路四段345號，位於忠孝東路、光復南路路口），1977年竣工、開始使用。
館舍外型採「斜切45°」外觀設計，據稱象徵「尚未統一的朝鮮半島」。

### 斷交後
1992年8月27日韓國與中華人民共和國建交，同年8月24日韓國中止對中華民國的承認而關閉大使館；駐台北韓國代表部基於1993年7月27日另行簽署的協定，同年11月24日派遣首屆代表韓哲洙抵臺履任:592、11月25日代表部正式開館:90，設址於台北國貿大樓:847。

而原大使館館舍則於2000年代因松山菸廠改建、台北大巨蛋興建工程而拆除。

### 雙方交流
2004年9月1日，台韓雙方代表部的代表簽署了航空協定，允許雙方航空器進入對方領空，恢復自1992年以來中斷的台韓直航航班。
2017年大韓民國總統選舉期間，駐台北韓國代表部開設了自1992年韓國與中華民國斷交及2009年韓國賦予海外韓人投票權以來的首座在台投票所，提供在台韓國人投票。

## 主要官員

### 歷任代表
與大多數非邦交國家駐台灣的外交機構一樣，駐台北韓國代表部代表通常由資深外交官擔任。

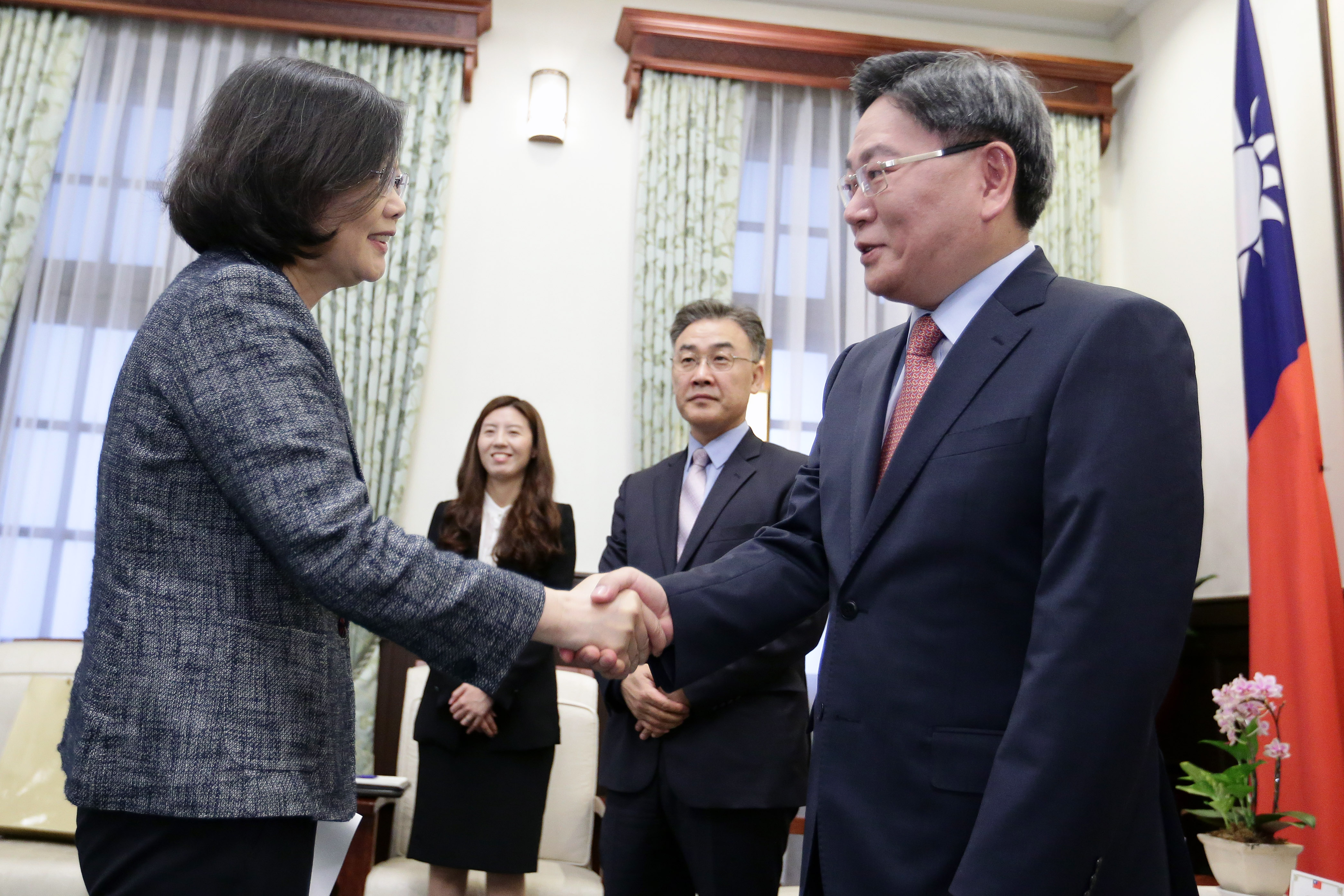
駐台北韓國代表部正副代表——楊昌洙（右一）及李祥烈（이상열；右二）於總統府會見總統蔡英文（左），2016年12月22日

| 屆數 | 圖像 | 姓名        | 時間                  | 先前職務 後續職務                                                            |
| ---- | ---- | ----------- | --------------------- | ---------------------------------------------------------------------------- |
| 1    |      | 韓哲洙 （한철수） | 1993年11月─1995年12月 | 韓美聯合軍司令部副司令 駐中華民國大使 駐巴西大使 西京大學校長                |
| 2    |      | 姜敏秀 （강민수） | 1996年2月─1999年2月   | 空軍官校校長 空軍參謀次長 —                                                  |
| 3    |      | 尹海重 （윤해중） | 1999年2月─2002年2月   | 駐日本大使館公使 駐上海總領事 駐印尼大使                                     |
| 4    |      | 孫薰 （손훈）   | 2002年2月─2004年2月   | 駐喀麥隆大使 駐西雅圖總領事 —                                                |
| 5    |      | 黃龍植 （황용식） | 2004年3月─2006年2月   | 駐突尼西亞大使 常駐日內瓦辦事處公使 外交安保研究院名譽教授                   |
| 6    |      | 吳相式 （오상식） | 2006年2月─2008年9月   | 駐加彭大使 駐法國大使館公使 —                                                |
| 7    |      | 具良根 （구양근） | 2008年9月─2011年9月   | （學術教育界） —                                                             |
| 8    |      | 丁相基 （정상기） | 2011年10月─2014年4月  | 外交部本部大使 駐舊金山總領事 外交部東北亞合作大使                           |
| 9    |      | 趙百相 （조백상） | 2014年4月─2016年11月  | 駐越南公使 駐瀋陽總領事 市道知事協議會國際化支援室長                         |
| 10   |      | 楊昌洙 （양창수） | 2016年11月─2019年5月  | 京畿道廳國際關係大使 外交部歐洲局長 駐廣州總領事 —                           |
| 11   |      | 姜永勳 （강영훈） | 2019年5月─2021年12月  | 駐檀香山總領事 外交部南亞太平洋局長 駐澳洲公使銜參事 —                       |
| 12   |      | 鄭炳元 （정병원） | 2021年12月－2023年2月 | 駐溫哥華總領事 外交部東北亞局長 駐德國公使銜參事 駐瑞典大使                  |
| 13   |      | 李殷鎬 （이은호） | 2023年2月－2025年7月  | 戰略物資管理院院長 駐阿拉伯聯合大公國大使館公使銜參事 駐越南大使館一等秘書 — |
| 14   |      | 待定        |                       |                                                                              |

### 歷任副代表
| 屆數 | 圖像 | 姓名        | 時間                 | 先前職務 後續職務                                                                                    |
| ---- | ---- | ----------- | -------------------- | --- |
|      |      | 姜光遠 （강광원） | 1993年11月─1996年2月 | 外務部非洲第1課長 外務部副理事官 駐沙烏地阿拉伯大使:p512 駐羅馬尼亞大使:p504 外務部非洲中東局審議官  |
|      |      | 申吉壽 （） | 1997年6月─2000年1月  | 外務部科學資源課長 外務部環境合作課長 駐希臘大使 駐國際民航組織大使兼蒙特婁總領事 駐菲律賓大使館公使 |
|      |      | 全泰東 （전태동） | 2000年1月─2002年6月  | 駐華大使館一等秘書 駐華大使館公使銜參事 駐西安總領事                                                 |
|      |      | 朴鎮雄 （박진웅） | 2002年6月─2004年12月 | 駐福岡總領事館領事 駐香港總領事館領事 駐福岡總領事 駐青島總領事                                      |
|      |      | 黃勝炫 （황승현） | 2004年12月─2007年1月 | 外交通商部國際法規課長 駐加拿大大使館公使 駐青島總領事                                               |
|      |      | 徐承烈 （서승열） | 2007年2月─2010年2月  | 外交通商部東北亞通商課長 駐義大利大使館參事 駐象牙海岸大使                                           |
|      |      |             |                      | |
|      |      | 崔龍鎮 （최용진） | 2012年2月─2014年2月  | 駐卡達大使館公使銜參事 常駐經合組織代表部參事 駐尼泊爾大使                                           |
|      |      | 秦基勳 （진기훈） | 2014年2月─2015年8月  | 駐成都總領事館副總領事 駐阿富汗大使 駐土庫曼大使                                                     |
|      |      | 李祥烈 （） | 2015年8月─2017年2月  | 駐捷克大使館公使銜參事 駐法國大使館參事 駐象牙海岸大使 駐法國大使館公使                              |
|      |      | 朴起準 （박기준） | 2017年2月─2018年10月 | 駐福岡總領事館副總領事 駐神戶總領事                                                                  |
|      |      | 洪淳昌 （홍순창） | 2019年─              | 駐新加坡大使館公使銜參事、參事 駐胡志明市總領事館副總領事:p22 外交部在外國民保護課長:p22 —           |

## 外部連結
- 駐台北韓國代表部 （页面存档备份，存于） （繁體中文）